# 卵神星
卵神星（38 Leda）是第38颗被人类发现的小行星，于1856年1月12日发现。卵神星的直径为115.9千米，质量为1.6×1018千克，公转周期为1659.725天。
卵神星以希臘神話的斯巴達王后勒達命名。